# Hostel (película)
Hostel (titulada: Hostal en Hispanoamérica) es una película estadounidense de terror y gore de 2005 escrita, producida y dirigida por Eli Roth. Fue protagonizada por Jay Hernández, Derek Richardson, Jennifer Lim, Eythor Gudjonsson y Barbara Nedeljáková. El guion original de Roth fue desarrollado por Quentin Tarantino, que a su vez es uno de los productores. Su estreno fue restringido en algunos países, especialmente en aquellos con estrictas normas de censura. Su secuela se estrenó dos años más tarde y la tercera parte en 2011.

## Argumento
Dos estudiantes universitarios, Paxton Rodriguez y Josh Brooks, viajan por Europa con su amigo islandés Óli Eriksson. En los Países Bajos, visitan un club nocturno de Ámsterdam, seguido de un burdel. Al no poder volver a su hostal debido al toque de queda, aceptan la oferta de un hombre llamado Alexei de quedarse en su apartamento. Alexei les convence de que, en lugar de ir a Barcelona, deberían visitar un albergue de Eslovaquia lleno de mujeres hermosas.
Los tres suben a un tren hacia Eslovaquia, donde se encuentran con un hombre de negocios neerlandés, que toca la pierna de Josh. Josh le grita y se marcha. Al llegar a Eslovaquia, descubren que sus compañeras de habitación en el hostal son dos mujeres, Natalya y Svetlana. Las mujeres les invitan a un balneario y, más tarde, a una discoteca. Josh tiene un encontronazo con una banda de niños delincuentes locales. El empresario neerlandés interviene para defenderle. Josh se disculpa por su reacción en el tren.
Paxton y Josh se acuestan con Natalya y Svetlana, mientras Óli se va con la chica del mostrador, Vala. A la mañana siguiente, Óli no regresa. Los dos son abordados por una mujer japonesa llamada Kana, que les enseña una foto de Óli y su amiga Yuki, que también ha desaparecido. En otro lugar, Óli ha sido decapitado y Yuki está siendo torturada. Josh está ansioso por marcharse, pero Paxton le convence para que se quede una noche más con Natalya y Svetlana. Ambas les dan tranquilizantes. Josh se desmaya en la cama. Un enfermo Paxton acaba encerrado en la despensa.
Josh se despierta en una habitación parecida a una mazmorra, donde el hombre de negocios neerlandés comienza a mutilarle con un taladro, haciendo agujeros en el cuerpo de Josh, cortándole los tendones de Aquiles y luego degollándole. Paxton se despierta en la discoteca y regresa al hostal, donde se entera de que supuestamente se había marchado. Le reciben dos mujeres que le invitan al spa. Sospechando, localiza a Natalya y Svetlana; Natalya lleva a Paxton a una vieja fábrica, donde ve el cadáver mutilado de Josh que está siendo cosido por el empresario neerlandés. Dos hombres arrastran a Paxton por un pasillo, pasando por varias habitaciones donde otras personas están siendo torturadas. Paxton es inmovilizado y preparado para ser torturado por un cliente alemán llamado Johann.
Mientras le corta algunos dedos a Paxton con una motosierra, Johann le corta sin querer las ataduras de las manos. Johann se cae y se corta accidentalmente la pierna con la motosierra. Paxton dispara a Johann en la cabeza con una pistola. Después, mata a un guardia, se pone ropa de negocios y encuentra una tarjeta de visita del Club de Caza de Élite, también descubre que el Hostal y el lugar están conectados, todo forma parte de una organización que permite a su clientela pagar para matar y mutilar a turistas. Paxton también descubre a Kana, cuyo rostro está siendo desfigurado con un soplete por un cliente estadounidense. Paxton mata al hombre y rescata a Kana y huyen en un coche robado, perseguidos por los guardias. Paxton atropella a Natalya, Svetlana y Alexei, matando a dos de ellos mientras el coche perseguidor acaba con el tercero. También se encuentra con los niños delincuentes de antes y les da un gran paquete de caramelos y chicles. Después, atacan y matan a los hombres que persiguen a Paxton con bloques de hormigón.
Los dos llegan a la estación de tren. Kana, al ver su rostro desfigurado, se suicida saltando delante de un tren que se aproxima, lo que llama la atención y permite a Paxton subir a otro tren sin ser visto. A bordo, Paxton escucha la voz del hombre de negocios neerlandés. Cuando el tren se detiene en Viena, Austria, Paxton sigue al hombre de negocios neerlandés hasta un baño público y lo tortura antes de rebanarle la garganta, matándolo. Paxton se encuentra en tren, el cual avanza y escapa de la pesadilla.

### Final alternativo
En el montaje del director de la película, Paxton sigue al empresario neerlandés acompañado de su hija pequeña hasta un baño público de una estación de tren. Después de encontrar su osito de peluche en el baño de mujeres, el empresario neerlandés busca frenéticamente entre la multitud a su hija desaparecida. Paxton es visto a bordo del tren en marcha con la hija del empresario neerlandés, a la que ha secuestrado.

## Reparto
| Actor               | Personaje                          |
| ------------------- | ---------------------------------- |
| Jay Hernández       | Paxton Rodriguez                   |
| Derek Richardson    | Josh Brooks                        |
| Barbara Nedeljáková | Natalya                            |
| Jana Kaderábková    | Svetlana                           |
| Jan Vlasák          | El ejecutivo holandés              |
| Eythor Gudjonsson   | Óli Eriksson                       |
| Jennifer Lim        | Kana                               |
| Keiko Seiko         | Yuki                               |
| Ľubo Bukový         | Alexei                             |
| Jana Havlickova     | Vala                               |
| Rick Hoffman        | El cliente americano               |
| Petr Janiš          | Johan, el cirujano alemán          |
| Milda Jedi Havlas   | Jedi, el recepcionista             |
| Drahoslav Herzan    | Bob                                |
| Miroslav Táborský   | Oficial de policía                 |
| Patrik Zigo         | El líder de la pandilla del chicle |
| Takashi Miike       | El sádico japonés                  |

## Producción
Aunque la mayor parte de la acción transcurre en una pequeña localidad ficticia cercana a Bratislava, en realidad no se filmó ninguna escena en Eslovaquia. Los lugares donde se rodó la película fueron los estudios Barrandov, en Praga y Český Krumlov, en la República Checa. Además de los bajos costes de filmar en Chequia, los estudios Barrandov tienen un buen equipo de sonido, lo que los convierte en una elección habitual para las producciones estadounidenses en Europa. La mayor parte de la película se rodó en Praga y sus alrededores, y los estudios fueron utilizados para rodar las escenas de tortura en las habitaciones.
En un principio, el papel del hombre de negocios neerlandés, finalmente interpretado por Jan Vlasák, fue ofrecido al productor Quentin Tarantino, pero lo rechazó.

## Recepción

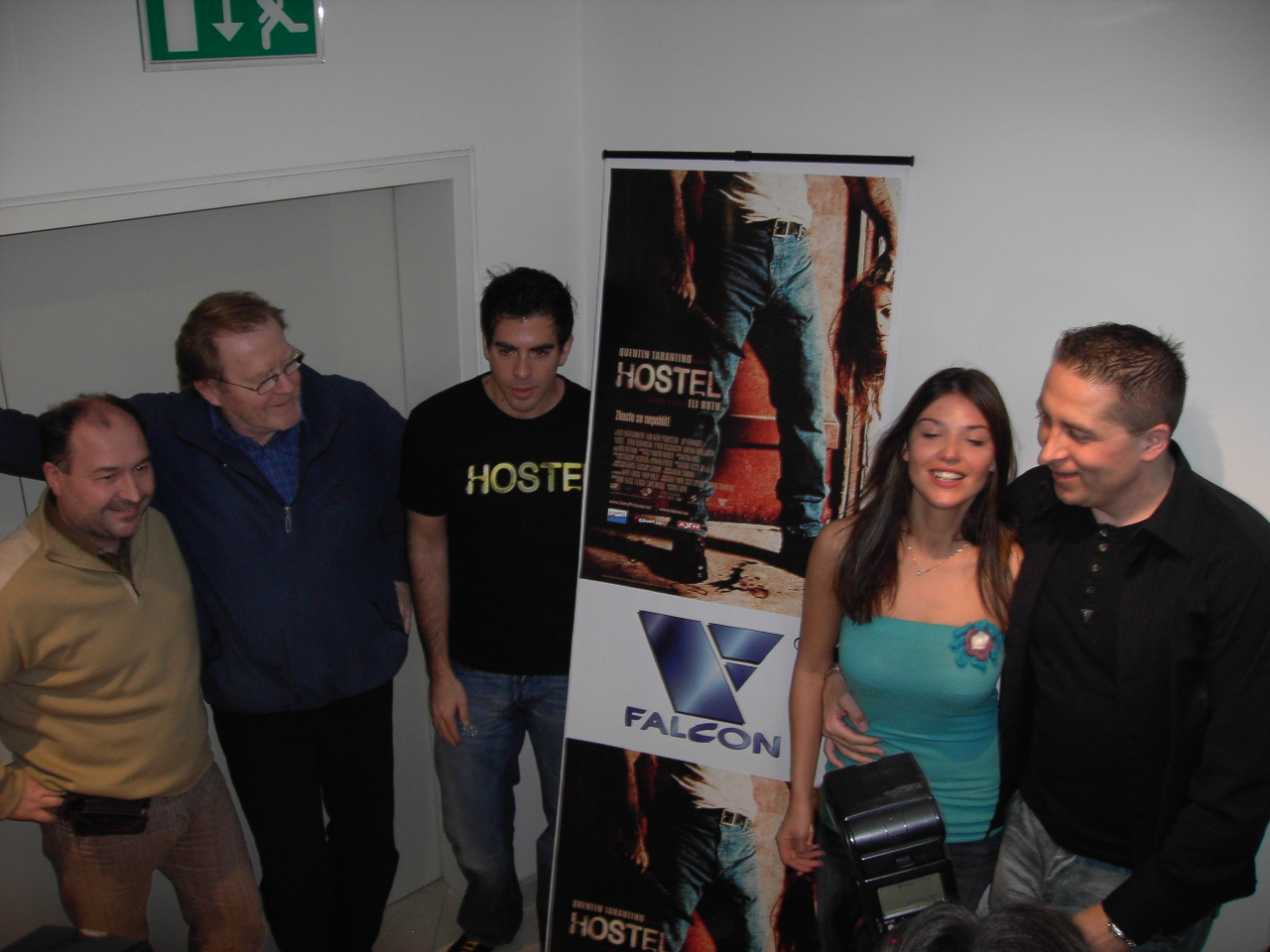
Michal David, Jan Vlasák, Eli Roth, Barbara Nedeljáková y Philip Waley durante el estreno de la película en la República Checa.

### Taquilla
La película logró 19,5 millones de dólares en el fin de semana de su estreno en Norteamérica, lo que la convirtió en la película más taquillera de ese fin de semana. En total, recaudó $47,2 millones en Estados Unidos. El presupuesto de Hostel fue de $4,8 millones, aproximadamente, y recaudó $80 millones en todo el mundo.

### Crítica
La opinión crítica especializada se mostró dividida con la película. En el análisis del agregador Rotten Tomatoes, el 58% de los críticos dieron evaluaciones positivas basados en 98 reseñas. En Metacritic, la película obtuvo una puntuación media de 55%, basada en 21 reseñas.
Algunos sectores del público eslovaco y del gobierno del propio país atacaron la película por su violencia, mientras que Roth lo defendió en referencia a la reticencia de los estadounidenses a viajar lejos de su país y la ignorancia que tienen respecto a otras culturas. El crítico de The Guardian, Peter Bradshaw, subrayó que Hostel era «realmente mema, grosera y nauseabunda. Y no en el buen sentido». David Edelstein de la revista New York, fue igualmente negativo ridiculizando la dirección de Roth al crear el subgénro "torture porn" o "gorno" (mezclando los géneros gore y porno), por usar excesiva violencia para excitar a la audiencia como si fuera un acto sexual. Jean-François Rauger, crítico cineasta del diario francés Le Monde y programador de la Cinemateca francesa, catalogó a Hostel como la mejor película estadounidense de 2006, definiéndola como un claro ejemplo de consumerismo moderno. Hostel ganó el premio Empire 2006 por la mejor película de terror. La crítica social subyacente del filme y su conexión con la filosofía marxista y nietzscheana fue objeto de debate en el simposio cinematográfico de 2010 de la Universidad Rider de Nueva Jersey encabezado por el doctor Barry Seldes, el doctor Robert Good y James Morgart.

### Reacción eslovaca
El estreno de la película vino acompañado de una fuerte oposición en Eslovaquia y, también, en la República Checa. Los políticos eslovacos mostraron su decepción con la manera en que es mostrado su país en la cinta, pues aparece como un país subdesarrollado, pobre e inculto que sufre altos niveles de criminalidad, guerra y prostitución, ya que temían que esa imagen «dañase la buena reputación de Eslovaquia» y los extranjeros pensaran que era un lugar peligroso para visitar. La oficina de turismo de Eslovaquia invitó a Roth a un viaje con todos los gastos pagados para mostrarle que el país no se componía de fábricas abandonadas y niños que matasen por un chicle. Tomáš Galbavý, miembro del Parlamento eslovaco, aseguró que se encontraba «ofendido por esta película. Creo que todos los eslovacos también deben estarlo».
Por su parte, Roth dijo que la película no pretendía ser ofensiva, asegurando que «los estadounidenses ni siquiera saben que este país existe. Mi película no es un trabajo geográfico, sino que pretende mostrar la ignorancia de los estadounidenses con respecto al mundo que les rodea». Roth ha repetido en muchas ocasiones que, a pesar de películas como The Texas Chain Saw Massacre, la gente continúa yendo a Texas.